# Globos de Ouro 2007

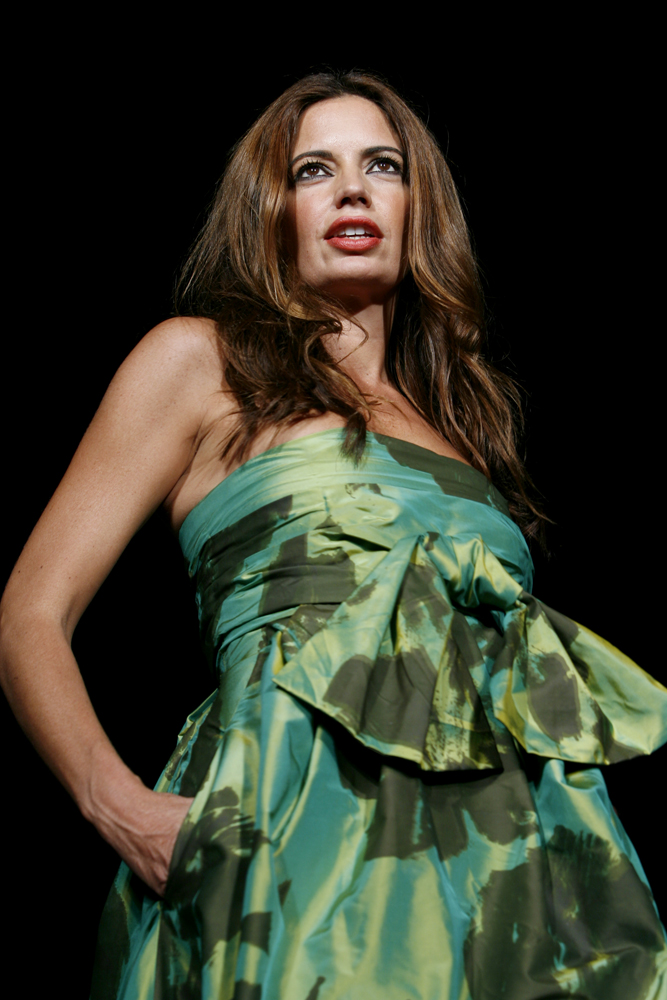
Moderatorin Bárbara Guimarães

Die 12. Verleihung des Globo de Ouro fand am 1. April 2007 in der Praça de Touros do Campo Pequeno in Lissabon statt. Der Gala-Abend wurde von Bárbara Guimarães moderiert und vom mitveranstaltenden Fernsehsender SIC übertragen.
Den Globo de Ouro, für ihre Leistungen im Jahr 2006, erhielten im Jahr 2007 folgende Persönlichkeiten:

## Auszeichnungen nach Kategorien

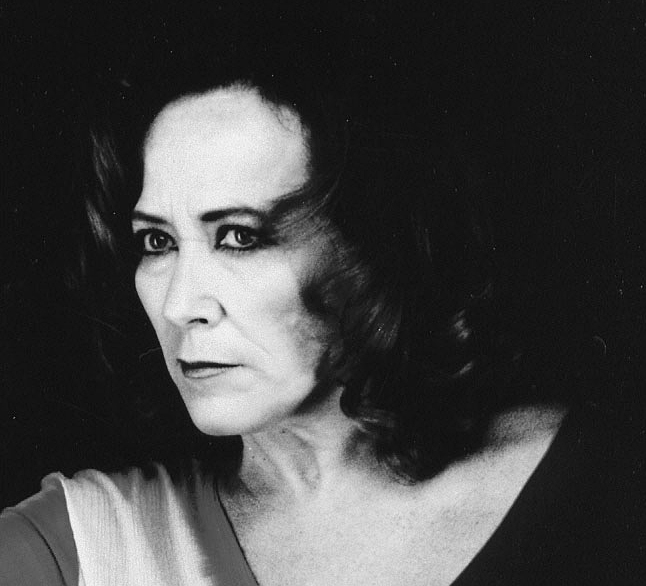
Maria do Céu Guerra

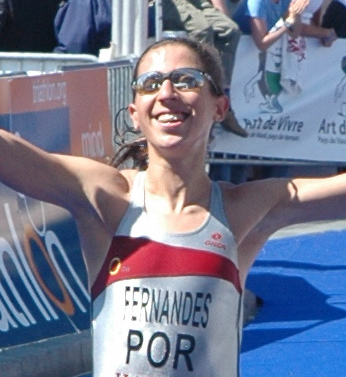
Vanessa Fernandes

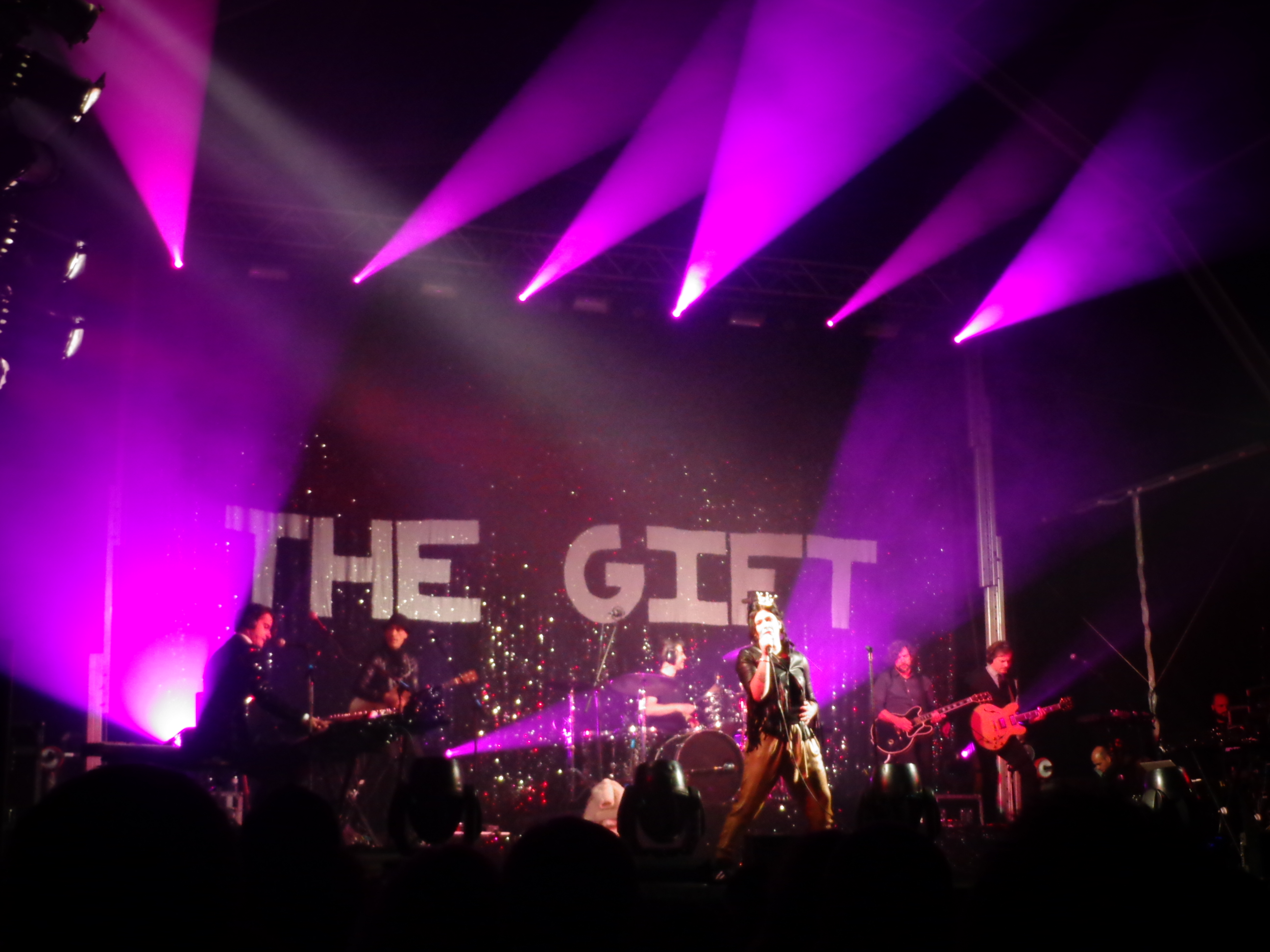
The Gift

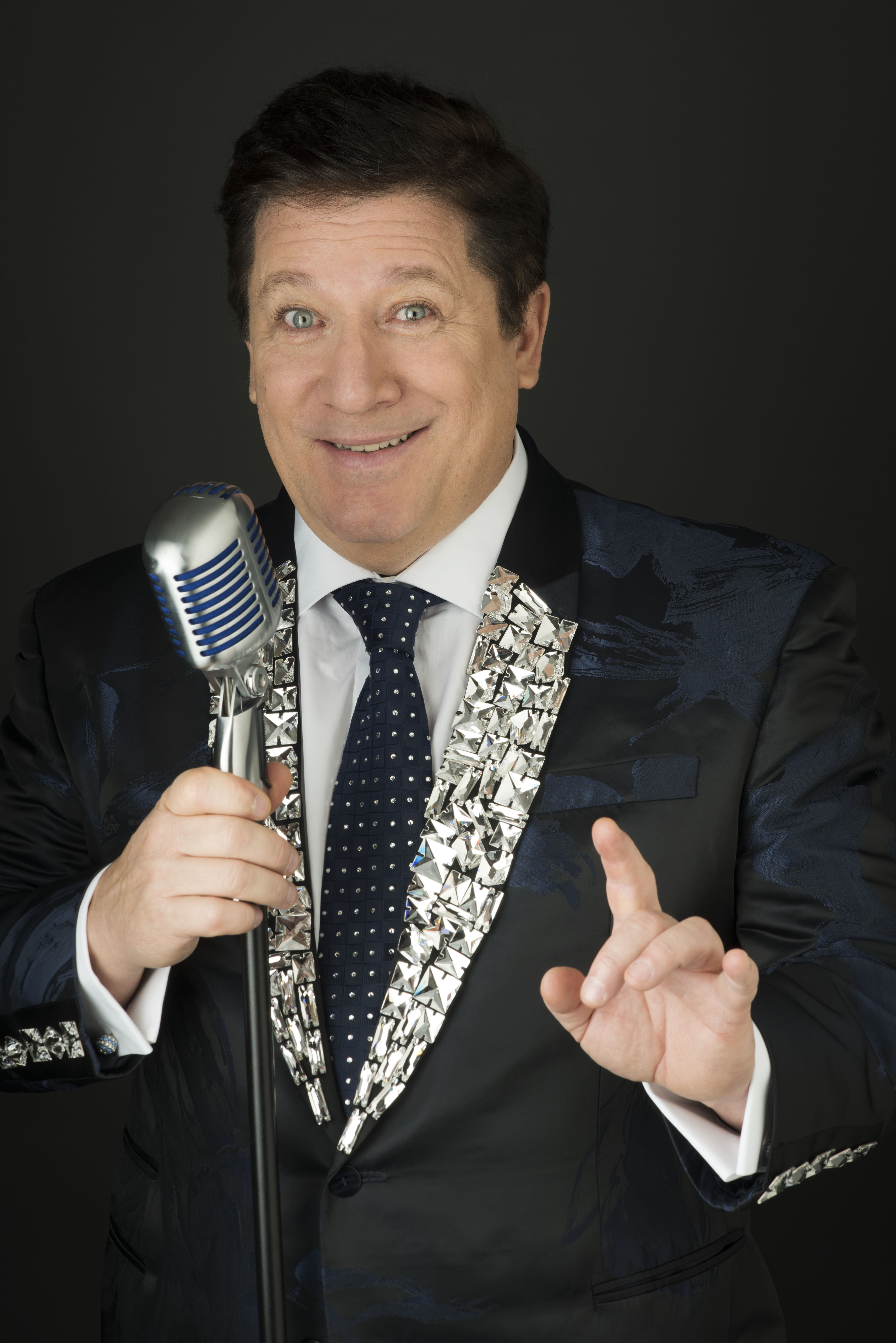
Herman José

### Theater
- Beste Schauspielerin: Maria do Céu Guerra
- Bester Schauspieler: João Lagarto
- Beste Aufführung:  Música no Coração

### Sport
- Bester Fußballspieler: Cristiano Ronaldo
- Beste Sportlerin: Vanessa Fernandes
- Bester Trainer: José Mourinho

### Kino
- Bester Schauspieler: Afonso Pimentel
- Beste Schauspielerin: Isabel Ruth
- Bester Film: Coisa Ruim

### Mode
- Bestes weibliches Model: Elsa
- Bestes männliches Model: Nuno Lopes
- Bester Designer: Miguel Vieira

### Musik
- Beste Gruppe: The Gift
- Bester Einzelinterpret: Sérgio Godinho
- Beste Neuentdeckung: Mickael Carreira

### Beste Momente 2006
- Bester Kuss: Flor e Fred (Luciana Abreu und Diogo Amaral in Floribella)
- Beste Heldin: Fátima Lopes (in Fátima)
- Beste Bösewichtin: Mafalda Vilhena (als Magda in Floribella)

### Auszeichnung für Persönlichkeit
- Federação Portuguesa de Desporto para deficientes (portugiesischer Behindertensportverband)

### Anerkennung für Verdienst / Ehrenpreis
- Herman José